# Kongress der Föderierten Staaten von Mikronesien
Der Kongress der Föderierten Staaten von Mikronesien ist das Parlament im Einkammersystem der Föderierten Staaten von Mikronesien.
In den Kongress werden 14 Abgeordnete gewählt, von denen 10 Abgeordnete für jeweils zwei Jahre in zehn Einerwahlkreisen und 4 Abgeordnete für jeweils vier Jahre in den vier Bundesstaaten gewählt werden. Wahlberechtigt sind alle mikronesischen Staatsbürger ab 18. Gewählt werden können Personen ab einem Alter von 30, die seit mindestens 15 Jahren die mikronesische Staatsbürgerschaft haben und seit mindestens 5 Jahren in dem Bundesstaat leben, in dem sie kandidieren. Da es in Mikronesien keine Parteien gibt, sind alle Abgeordneten unabhängig.
Der Kongress befindet sich in der Hauptstadt Palikir. Parlamentspräsident ist seit 2023 Esmond Burdett Moses. Letzte Wahl war die Wahl zum 23. Kongress am 7. März 2023.